# Jeff Fahey
Jeffrey Fahey (Nova Iorque, 29 de novembro de 1952) é um ator norte-americano que atua principalmente em filmes de terror. Mais conhecido por interpretar Frank Lapidus no seriado de sucesso mundial, Lost.

## Filmografia
- Silverado - (1985)
- Psycho III - (1986)
- Split Decisions - (1988)
- White Hunter Black Heart - (1990)
- Iron Maze - (1991)
- Body Parts - (1991)
- The Lawnmower Man - (1992)
- Woman of Desire - (1993)
- Wyatt Earp - (1994)
- Darkman III: Die Darkman Die - (1996)
- Operation Delta Force - (1997)
- Apocalypse II: Revelation - (1999)
- Cold Heart - (2001)
- Grind House - (2007)
- Zero Absolute - (2008)
- Lost - (2008-2010)
- Machete - (2010)
- Marriage Retreat - (2012)
- Under the Dome (série) - (2013)